# Uracanthus dubius
Uracanthus dubius är en skalbaggsart som beskrevs av Lea 1916. Uracanthus dubius ingår i släktet Uracanthus och familjen långhorningar. Inga underarter finns listade i Catalogue of Life.